# Anouk Teeuwe

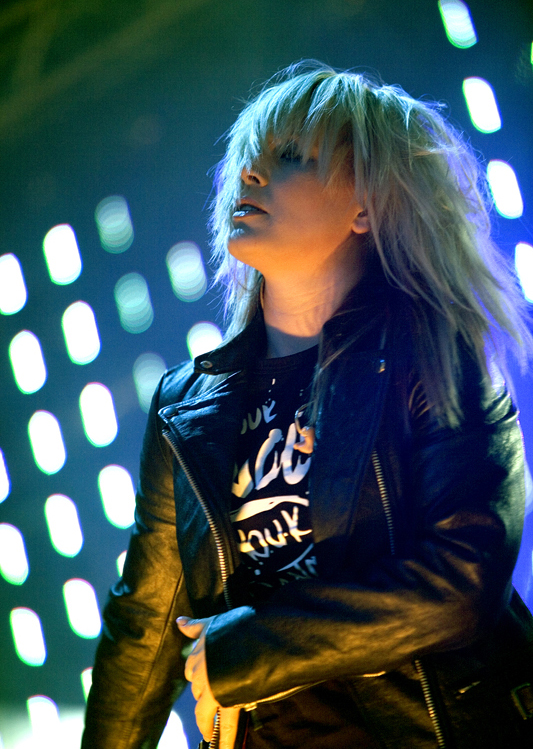
Anouk a Dauwpop fesztiválon 2006-ban

Anouk Teeuwe művésznevén Anouk, (Hága, 1975. április 8. –) holland énekesnő, aki a Malmőben tartott 2013-as Eurovíziós Dalfesztiválon Hollandiát képviselte. Az énekesnőt a holland műsorsugárzó, a TROS belső kiválasztással jelölte ki 2012. október 17-én. Dala a Birds (magyarul: Madarak) címet viselte, és 2013 március 11-én mutatták be; a versenyen a kilencedik helyezett lett.
Anoukot tekintik a legnépszerűbb rockénekesnőnek Hollandiában. 1997-ben fedezte fel a Golden Earring frontembere, Barry Hay. Nem sokkal később jelent meg a "Nobody's Wife" című kislemeze, ami áttörést jelentett számára. Ettől kezdve számos dala felkerült a holland és a belga slágerlistákra, többek között az "R U Kiddin' Me", a "Michel", a "Girl", a "Lost", a "One Word", az "I Don't Wanna Hurt", a "Modern World", a "Three Days in a Row" és a "Woman".
Anouk eddig nyolc stúdióalbumot adott ki, a legújabb, a To Get Her Together 2011. május 20-án jelent meg.

## Életrajz

### Élete híressé válása előtt
Anouk Teeuwe 1975. április 8-án született a hollandiai Hágában. Elég korán kifejezte érdeklődését a zene iránt, mivel édesanyja bluesénekesnő volt. Kezdetben esküvőkön és összejöveteleken énekelt a Shotgun Wedding együttessel. Később találkozott Barry Hayjel és Edwin Jansennel. Hay hitte, hogy Anouk tehetséges, és felajánlotta, hogy dalokat ír neki, többek között a "Mood Indigo"-t, amit George Kooymansszal együtt írt.

### Az áttörés
Miután találkozott Bart van Veennel, a társírójával, írtak néhány dalt. 1997 szeptember 5-én jelent meg a második kislemeze, a "Nobody's Wife", ami hetekig a holland toplisták élén állt. Debütáló albuma, a Together Alone szintén hatalmas sikert aratott. Anouk 1998-ban két díjat is nyert a TMF zenei csatornától, valamint egy Edison Díjat. Azon a nyáron sok fesztiválon lépett fel.
Második albumát, az Urban Solitude-ot 1999 novemberében adta ki, és tartalmazta az "R U Kiddin' Me" című kislemezét is. Eme dala felkerült a holland Top 100-as listára is. Röviddel ezután az Egyesült Államokba utazott, hogy lemezszerződést kössön a Sony Music Entertainmenttel. A tárgyalások viszont nem jártak sikerrel, ezért visszatért Hollandiába, majd megjelent a "Don't" című dala is. 2001 februárjában turnézni kezdett hazájában.
2001 márciusában kiadta Lost Tracks című albumát, ami dalainak akusztikus verzióit, régebbi dalokat, valamint Sarah Bettensszel és The Anonymous Misszel való duettjeit tartalmazta. Ebben az évben kapta meg a Popprijs Díjat is.
- 2002 novemberében jelent meg a Graduated Fool című albuma. Egy évvel később megkapta az Arany Hárfát.
- 2004-ben adta ki Hotel New York című albumát, ami négy kislemezt tartalmaz, a "Girl"-t, a "Lost"-ot, a "Jerusalem"-et és a "One Word"-öt.
- 2006-ban megnyerte a 3FM díját a "legjobb énekesnő" kategóriában.[5]
- 2007-ben kiadta Who's Your Momma című albumát, ami Glen Ballard producer közreműködésével készült el. A "Good God" című dala sikert hozott,[6] és 2008-ban a Guitar Hero World Tour videójátékban is megjelent.[7]
- 2009-ben jelent meg a For Bitter or Worse című albuma. Ezen megtalálható a "Three Days in a Row" című dala, ami a holland slágerlistákat is vezette.

## To Get Her Together
Anouk legújabb albuma, a To Get Her Together 2011 májusában jelent meg Hollandiában. Február 28-tól a YouTube-on megtekinthető az énekesnő "Killer Bee" című dala. Az album első kislemeze a "Down & Dirty" áprilistól érhető el, az "I’m a Cliché" június 27-től, a harmadik kislemez, a "Save Me" szeptember 17-től. A negyedik a "What Have You Done" címet viseli.

## 2013-as Eurovíziós Dalfesztivál
2012. október 17-én az énekesnő bejelentette, hogy ő képviseli Hollandiát a 2013-as Eurovíziós Dalfesztiválon, a svédországi Malmőben, 2013 májusában. A döntést a holland műsorsugárzóval való tárgyalások előzték meg. Dalát, a Birds-öt  március 11-én mutatták be. Anouk a dalverseny első, május 14-i elődöntőjének hatodik helyezettjeként jutott be a 2013. május 18-án tartott döntőbe, ahol a 9. helyet szerezte meg. Dalát Belgium szavazói a mezőny legjobbjának értékelték, Dániától a második, öt országtól (Svédország, Ausztria, Norvégia, Finnország és Izland) pedig a harmadik legtöbb szavazatot kapta. Népszerű volt a magyarországi szavazók között is, akik a verseny hatodik legjobbjának ítélték a dallamos, kissé melankolikus produkciót.

## Zenei stílus
Zenei stílusát úgy írják le, mint Joan Osborne, Melissa Etheridge és Alanis Morissette stílusának keveréke.

## Magánélet
Anouk korábban a "The Anonymous Mis"-ként is ismert Remon Stotijn felesége volt, akivel 2004. március 16-án házasodott össze. Három gyermekük született, Benjahmin Kingsley (2002. április 18.), Elijah Jeramiah (2003. december 5.) és Phoenix Ray (2005. június 3.). 2008 májusában bejelentették válásukat. 2010-ben született Robert Coenennel közös, negyedik gyermeke, Jesiah Dox.

## Diszkográfia
- Together Alone (1997)
- Urban Solitude (1999)
- Lost Tracks (2002)
- Graduated Fool (2003)
- Hotel New York (2004)
- Update (Acoustic) (2004)
- Anouk Is Alive (2006)
- Who's Your Momma? (2007)
- Live at Gelredome (2008)
- For Bitter or Worse (2009)
- To Get Her Together (2011)
- Sad Singalong Songs (2013)
- It's a New Day (2019)